# ルーカス
ルーカス （英語・スペイン語・ポルトガル語: Lucas、ドイツ語・デンマーク語・スウェーデン語・ノルウェー語・リトアニア語: Lukas、フィンランド語: Luukas など）またはリュカ (フランス語: Lucas) は、西洋の男性名または姓。
本来は男性名で、直接にはラテン語名のルカス (Lucas)、根源的にはギリシャ語名のルカス (Λουκας Loukas) に由来し、「ルカニア出身」を意味する、もしくは、ラテン語名のルキウス (Lucius) に由来する。

## 他の語形
- ルーク (Luke) - 英語。
- ラッキー (Lucky) - 英語。
- リュック (Luc) - フランス語。
- ルシオ (Lucio) - スペイン語。
- ルシアーノ (Luciano) - スペイン語。
- ルカス - ラテン語 (Lucas)、ギリシャ語 (Λουκᾶς, Lukas/Lucas)。ただし聖書ではルカ。
- ルカ - イタリア語・ルーマニア語 (Luca)、ロシア語・セルビア語・マケドニア語 (Лука, Luka)、クロアチア語・スロヴェニア語 (Luka)、グルジア語 (ლუკა, Luka)。イタリア語ではルーカ、ロシア語ではルカーとも。
- ウカシュ (Łukasz) - ポーランド語。
- ルカシュ (Lukáš) - チェコ語・スロヴァキア語。
- ルカーチ (Lukács) - ハンガリー語。
- ルキウス (Lucius) - ラテン語。
- ルチアーノ (Luciano) - イタリア語。

## 主な人物

### 男性名
- ルーカス（韓：루카스、英：Lucas） - 韓国のアイドルグループNCTの元メンバー（1999-）。本名は黄旭熙。
- ルーカス・バリオス (Lucas Barrios) - アルゼンチンのサッカー選手 (1984–)。広州恒大所属。
- ルーカス・ベルナルディ (Lucas Bernardi) - アルゼンチンのサッカー選手 (1977–)。元ASモナコ所属、アルゼンチン代表。
- ルーカス・ビリア (Lucas Biglia) - アルゼンチンのサッカー選手 (1986–)。RSCアンデルレヒト所属。
- ルーカス・ブラック (Lucas Black) - アメリカの映画俳優 (1982–)。
- ルーカス・クラナッハ (父) (Lucas Cranach) - ドイツの画家 (1472–1553)。
- ルーカス・クラナッハ (子) (Lucas Cranach) - ドイツの画家 (1515–1586)。ルーカス・クラナッハ (1472–1553) の子。
- ルーカス・シアレッチ・コセンゾ (Lucas Chiaretti Cossenzo) - ブラジルのサッカー選手 (1987–)。ペスカーラ・カルチョ所属。登録名ルーカス。
- ルーカス・ディ・グラッシ (Lucas di Grassi) - ブラジルのF1ドライバー (1984–)。
- ルーカス・ビニシウス・ゴンサルベス・シルバ (Lucas Vinicius Goncalves Silva) - ブラジルのサッカー選手 (1991–)。湘南ベルマーレ所属。登録名ルーカス。
- ルーカス・ジオリト (Lucas Giolito) - アメリカ出身のプロ野球選手。(1994-)
- ルーカス・ドロウヒー (Lukáš Dlouhý) - チェコのテニス選手 (1983–)。
- ルーカス・グラビール (Lucas Grabeel) - アメリカの俳優 (1984–)。『ハイスクール・ミュージカル』などに出演した。
- ルーカス・フォス (Lukas Foss) - アメリカの作曲家・指揮者 (1922–2009)。
- ルーカス・ハース (Lukas Haas) - アメリカの俳優 (1976–)。
- ルーカス・バン・ネス (Lukas Van Ness) - アメリカのアメリカンフットボール選手 (2001–)。
- ルーカス・ヤロス (Lukasz Jarosz) - ポーランドのキックボクサー (1979–)。
- ルーカス・レイヴァ (Lucas Leiva) - ブラジルのサッカー選手 (1987–)。SSラツィオ所属、ブラジル代表。
- ルーカス・リヒト (Lucas Licht) - アルゼンチンのサッカー選手 (1981–)。ラシン・クルブ所属。
- ルーカス・ロドリゲス・モウラ・ダ・シルヴァ (Lucas Rodrigues Moura da Silva) - ブラジルのサッカー選手 (1992–)。トッテナム・ホットスパー所属、ブラジル代表。
- ルーカス・ニール (Lucas Neill) - オーストラリアのサッカー選手 (1978–)。元ウエストハム・ユナイテッド所属、オーストラリア代表。
- ルーカス・ペセック (Lukáš Pešek) - チェコのオートバイレーサー (1985–)。
- ルーカス・ポドルスキ (Lukas Podolski - ドイツのサッカー選手 (1985–)。ドイツ代表。
- ルーカス・ラデベ (Lucas Radebe) - 南アフリカのサッカー選手 (1969–)。
- ルーカス・サング (Lucas Sang) - ケニアの陸上選手 (1961–2008)。
- ルーカス・セベリーノ (Lucas Severino) - ブラジルのサッカー選手 (1979–)。元FC東京・ガンバ大阪所属。登録名ルーカス。
- ルーカス・ティル (Lucas Till) - アメリカの映画俳優 (1990–)。

### 姓
- サイモン・ルーカス (Simon Lucas) - 18世紀のイギリスの探検家・外交官。
- ロバート・ルーカス (政治家) (Robert Lucas) - アメリカの政治家 (1781–1853)。オハイオ州、アイオワ準州の知事。
- エドゥアール・リュカ (Édouard Lucas) - フランスの数学者 (1842–1891)。
- ウィルフレッド・ルーカス (Wilfred Lucas) - カナダ/アメリカの俳優・映画監督・脚本家 (1871–1940)。
- キース・ルーカス (Keith Lucas) - イギリスの神経学者 (1879–1916)。
- ポール・ルーカス (Paul Lukas) - ハンガリーの俳優 (1895–1971)。
- レイトン・ルーカス (Leighton Lucas) - イギリスの作曲家 (1903–1982)。
- フランク・ルーカス (Frank Lucas) - アメリカの組織犯罪者 (1930–)。
- ウェイン・ルーカス (Wayne Lukas) - アメリカの競馬調教師 (1935–)。
- ヘンリー・リー・ルーカス (Henry Lee Lucas) - アメリカの連続殺人犯 (1936–2001)。
- ロバート・ルーカス (経済学者) (Robert Lucas) - アメリカの経済学者 (1937–)。1995年のノーベル経済学賞受賞。
- ジェリー・ルーカス (Jerry Lucas) - アメリカのバスケットボール選手 (1940–)。
- ケン・ルーカス (プロレスラー) (Ken Lucas) - アメリカのプロレスラー (1940–2014)。
- ジョージ・ルーカス (George Lucas) - アメリカの映画監督 (1944–)。代表作は『スター・ウォーズ』シリーズなど。
- マーシア・ルーカス (Marcia Lucas) - アメリカの映画編集技師 (1945–)。
- モーリス・ルーカス (Maurice Lucas) - アメリカのバスケットボール選手 (1952–2010)。NBA選手、のちポートランド・トレイルブレイザーズアシスタントコーチ。
- ジョシュ・ルーカス (Josh Lucas) - アメリカの映画俳優 (1971–)。
- マイケル・ルーカス (Michael Lucas) - アメリカのポルノ俳優・監督 (1972–)。
- フロリアン・ルーカス (Florian Lukas) - ドイツの映画俳優 (1973–)。
- マット・ルーカス (Matt Lucas) - イギリスのコメディアン・俳優・脚本家 (1974–)。
- リカルド・ルーカス (Ricardo Lucas) - ブラジルのサッカー選手 (1974–)。
- エンリケ・デ・ルーカス (Enrique de Lucas) - スペインのサッカー選手 (1978–)。
- ザビアー・ルーカス (Xavier Lucas) - 南アフリカの総合格闘家 (1980–)。
- イザベル・ルーカス (Isabel Lucas) - オーストラリアの俳優 (1985–)。
- チアゴ・フルカワ・ルーカス(Thiago Furukawa Lucas) - 日本の漫画家・イラストレーター・小説家・バーチャルYouTuber(1984-)。ブラジル国籍。

### 架空の人物
- ルーカス=マジノマール - 『スパイロ・ザ・ドラゴン』(1998) に登場するキャラクター。
- リュカ (MOTHER3) - 『MOTHER3』(2006) の主人公の1人。
- ルーカス - 『ある日、お姫様になってしまった件について』の登場人物の1人。